# Marcus & Martinus
Marcus & Martinus (рус. Ма́ркус и Марти́нус, также известные как M&M) — норвежский поп-дуэт, состоящий из братьев-близнецов Маркуса и Мартинуса Гунна́ршенов (род. 21 февраля 2002 года в Эльверум, Норвегия). Им обоим 23 года, они выпустили четыре студийных альбома. Представители Швеции на конкурсе песни «Евровидение-2024», заняли 9 место.

## Карьера

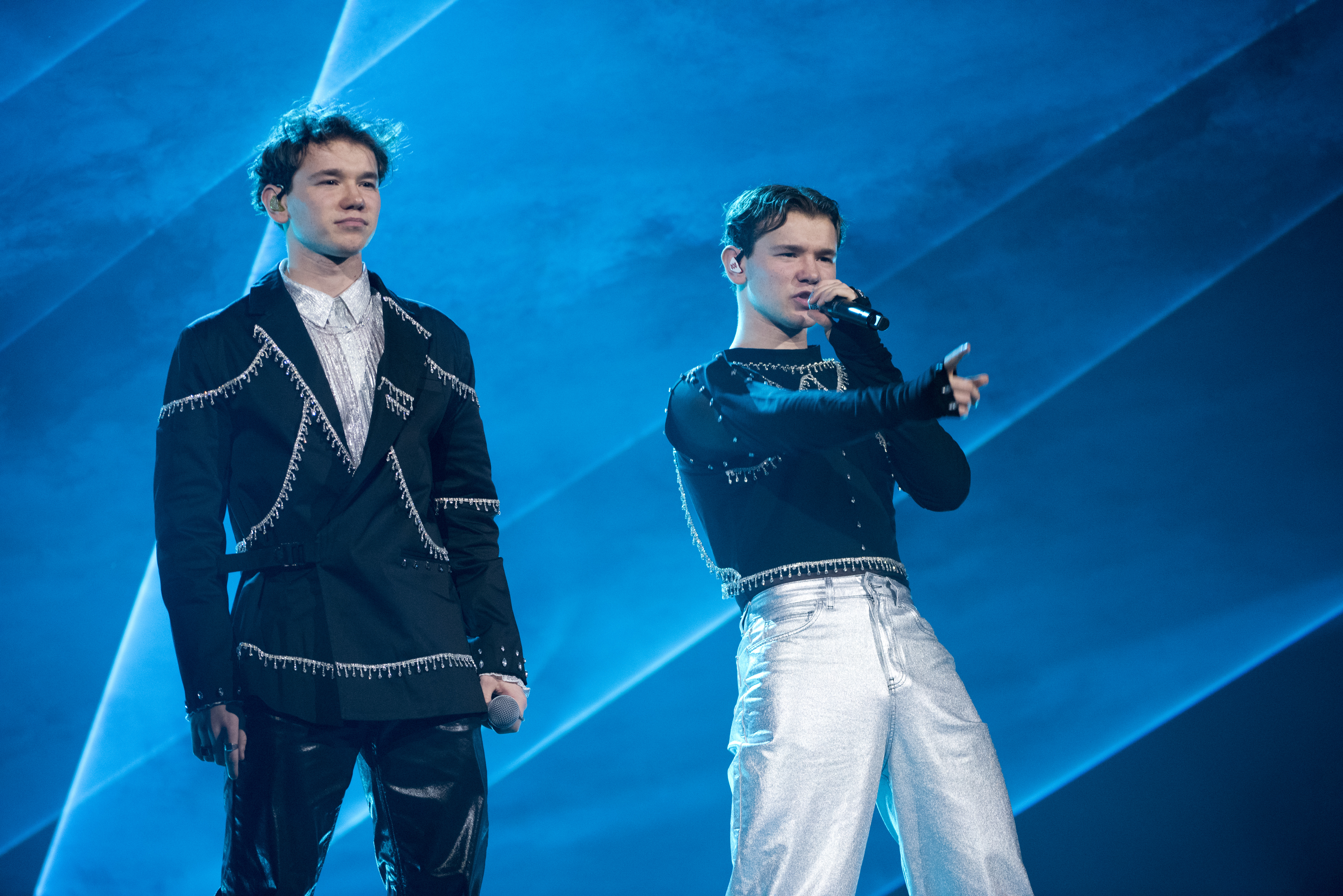
Маркус и Мартинус выступают на Melodifestivalen 2023.

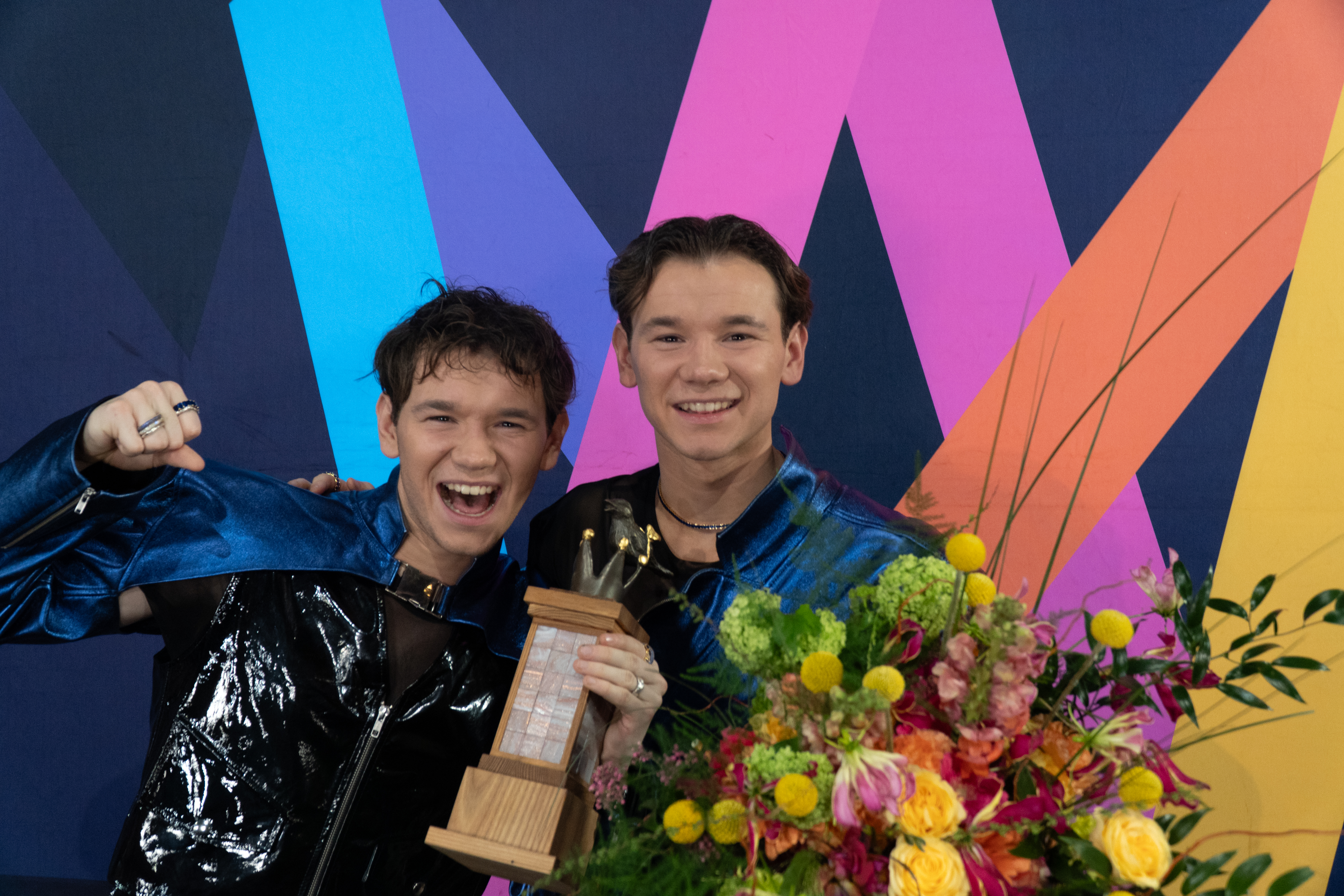
Изображение-победитель с Melodifestivalen 2024.

### 2012:Melodi Grand Prix Junior
В 2012 году Маркус и Мартинус стали конкурсантами одиннадцатого сезона музыкального конкурса Melodi Grand Prix Junior. Он проходил в Oslo Spektrum, в Осло, Норвегия, и транслировался в прямом эфире NRK. Ведущие: Margrethe Røed и Туджи. Близнецы выиграли конкурс с песней «To dråper vann» («Две капли воды»). Песня добралась до 8 места в норвежском чарте синглов.

### 2015—2016:Hei & Together
23 февраля 2015 года они выпустили свой дебютный студийный альбом «Hei». Альбом возглавил норвежский чарт в 46-ю неделю 2015 года (15 ноября 2015 года) после нахождения в чарте на протяжении 35 недель, из них последние 20 — в первой десятке. В альбом также входит сингл «Plystre på deg». 24 июля 2015 года вышел сингл «Elektrisk», записанный при участии Katastrofe. Песня достигла 3 строчки норвежского чарта синглов. 25 сентября 2015 года вышел сингл «Ei som deg», записанный при участии Inner Tier. Песня достигла 15 строки в норвежском чарте синглов.
В мае 2016 года дуэт выпустил три сингла. Первый, «Girls», записанный при участии Madcon, дебютировал на 1 строчке норвежских чартов и стал их вторым синглом, возглавившим шведский чарт после сингла «Elektrisk». Второй и третий синглы, «Heartbeat» and «I Don’t Wanna Fall in Love», были выпущены всего через несколько дней после «Girls» и вошли в чарты на 21 и 37 месте соответственно. После них были выпущены синглы «Light It Up», записанный совместно с Samantha J, и «One More Second».
В ноябре 2016 года вышел их первый англоязычный альбом «Together». В него вошли их синглы «Girls», «Heartbeat», «Light It Up» and «One More Second». Через неделю после выхода диск возглавил альбомные чарты в Норвегии и Швеции, а в Финляндии занял 6 позицию.
В качестве «номера молодых талантов» близнецы Гуннаршен выступили в 2016 году на Нобелевском концерте. Они исполнили песни «Without You» и «Bae» на Теленор Арена в Норвегии 11 декабря 2016 года.

### 2017—2021:Moments & SOON
9 мая 2017 года было объявлено, что близнецы станут глашатаями от Норвегии на международном конкурсе Евровидения, финал которого прошёл 13 мая. 21 мая вышел их сингл «Like It Like It», записанный совместно с Silentó, который позднее оказался в официальном плейлисте Чемпионата мира по футболу 2018. 23 июня вышел сингл «First Kiss». 14 июля они выступали на праздновании 40-летия шведской кронпринцессы Виктории с песней, которую написали сами специально для этого выступления — «On This Day». 28 июля вышел сингл «Dance With You». В сентябре близнецы выпустили сингл «Make You Believe In Love», в ноябре вышла песня «One Flight Away». Оба сингла вошли в альбом «Moments», который вышел 17 ноября. В сентябре 2018 года они выпустили сингл «Invited», а в июне 2019 — «Pocket Dial». Обе песни позже вошли в альбом «SOON», вышедший 10 июня.
Из-за пандемии COVID-19 музыканты были вынуждены отменить все запланированные выступления, но активно развивались творчески: Маркус осваивал игру на гитаре, Мартинус продолжал практиковаться в игре на фортепиано. Также близнецы увлекаются игрой в футбол, поддерживая футбольные клубы «Манчестер Юнайтед» и «Челси». 2 октября вышел сингл «Love You Less», а 6 ноября того же года — «It’s Christmas Time» (клип был опубликован 3 декабря). 4 июня 2021 года близнецы совместно с Alex Rose выпустили песню «Belinda» с текстом на двух языках — испанском и английском.

### 2022—по настоящее время:The Masked Singer Швеция, Melodifestivalen и Евровидение
Весной 2022 года они выиграли шведскую версию Masked Singer, став первым дуэтом, разделившим первое место. Кроме того, в 2022 году дуэт выпустил свой первый[уточнить] сингл под названием «When All the Lights Go Out».
В 2023 году они приняли участие в Melodifestivalen 2023 с песней «Air», в конечном итоге заняв второе место после «Tattoo» Лорин. Они снова приняли участие в Melodifestivalen 2024 с песней «Unforgettable». 9 марта дуэт выиграл Melodifestivalen со 177 очками и получил право представлять принимающую страну Швецию на конкурсе песни Евровидение 2024 в Мальмё.

## Дискография

### Альбомы
| «Hei»                                     | - Выпущен: 23 февраля 2015 года - Лейбл: Sony Music Entertainment Norway - Формат: Digital, CD | 1  | —  | —  | 2  |
| «Hei (Fan Spesial)»                       | - Выпущен: 6 ноября 2015 года - Лейбл: Sony Music Entertainment Norway - Формат: Digital, CD   | 1  | —  | —  | 2  |
| «Together»                                | - Выпущен: 4 ноября 2016 года - Лейбл: Sony Music Entertainment Norway - Формат: Digital, CD   | 1  | 11 | 6  | 1  |
| «Moments»                                 | - Выпущен: 17 ноября 2017 года - Лейбл: Sony Music Entertainment Norway - Формат: Digital, CD  | 1  | 3  | 2  | 1  |
| «Unforgettable»                           | - Выпущен: 31 мая 2024 года - Лейбл: Universal Music Group - Формат: Digital                   | 38 | —  | 44 | 39 |
| «—» означает, что альбом не вошёл в чарт. |                                                                                                |    |    |    |    |

### Мини-альбомы
| Название | Подробности                                                                                 |
| -------- | ------------------------------------------------------------------------------------------- |
| «SOON»   | - Выпущен: 10 июня 2019 года - Лейбл: Sony Music Entertainment Norway - Формат: Digital, CD |

### Синглы
| Год                                                                       | Название                                | Пиковая позиция в чарте | Пиковая позиция в чарте | Пиковая позиция в чарте | Пиковая позиция в чарте | Пиковая позиция в чарте | Пиковая позиция в чарте | Альбом              |
| Год                                                                       | Название                                | NOR                     | FIN                     | IRE                     | LTU                     | NLD                     | SWE                     | Альбом              |
| ------------------------------------------------------------------------- | --------------------------------------- | ----------------------- | ----------------------- | ----------------------- | ----------------------- | ----------------------- | ----------------------- | ------------------- |
| 2012                                                                      | To dråper vann                          | 8                       | —                       | —                       | —                       | —                       | —                       | Hei                 |
| 2013                                                                      | Leah                                    | —                       | —                       | —                       | —                       | —                       | —                       | Hei                 |
| 2014                                                                      | Du                                      | —                       | —                       | —                       | —                       | —                       | —                       | Hei                 |
| 2014                                                                      | Smil                                    | —                       | —                       | —                       | —                       | —                       | —                       | Hei                 |
| 2015                                                                      | Plystre på deg                          | —                       | —                       | —                       | —                       | —                       | —                       | Hei                 |
| 2015                                                                      | Elektrisk (при участии Katastrofe)      | 3                       | —                       | —                       | —                       | —                       | 8                       | Hei (Fan Spesial)   |
| 2015                                                                      | Ei som deg (при участии Innertier)      | 15                      | —                       | —                       | —                       | —                       | —                       | Hei (Fan Spesial)   |
| 2015                                                                      | Alt jeg ønsker meg                      | —                       | —                       | —                       | —                       | —                       |                         | Hei (Fan Spesial)   |
| 2016                                                                      | Girls (при участии Madcon)              | 1                       | —                       | —                       | —                       | —                       | 40                      | Together            |
| 2016                                                                      | Heartbeat                               | 21                      | —                       | —                       | —                       | —                       | 61                      | Together            |
| 2016                                                                      | I Don't Wanna Fall in Love              | 37                      | —                       | —                       | —                       | —                       | —                       | Together            |
| 2016                                                                      | Light It Up (при участии Samantha J)    | 9                       | —                       | —                       | —                       | —                       | 23                      | Together            |
| 2016                                                                      | One More Second                         | 30                      | —                       | —                       | —                       | —                       | 57                      | Together            |
| 2016                                                                      | Go Where You Go                         | —                       | —                       | —                       | —                       | —                       | —                       | Together            |
| 2016                                                                      | Without You                             | —                       | —                       | —                       | —                       | —                       | —                       | Together            |
| 2017                                                                      | Bae                                     | —                       | —                       | —                       | —                       | —                       | —                       | Together            |
| 2017                                                                      | Like It Like It (при участии Silentó)   | 16                      | —                       | —                       | —                       | —                       | 48                      | Moments             |
| 2017                                                                      | First Kiss                              | —                       | —                       | —                       | —                       | —                       | 52                      | Moments             |
| 2017                                                                      | Dance with You                          | 40                      | —                       | —                       | —                       | —                       | 48                      | Moments             |
| 2017                                                                      | Make You Believe in Love                | 34                      | —                       | —                       | —                       | —                       | 47                      | Moments             |
| 2017                                                                      | One Flight Away                         | —                       | —                       | —                       | —                       | —                       | 79                      | Moments             |
| 2017                                                                      | Never (при участии Omi)                 | —                       | —                       | —                       | —                       | —                       | —                       | Moments             |
| 2018                                                                      | Remind Me                               | —                       | —                       | —                       | —                       | —                       | 63                      | Moments             |
| 2018                                                                      | Invited                                 | —                       | —                       | —                       | —                       | —                       | —                       | Soon                |
| 2019                                                                      | Pocket Dial                             | —                       | —                       | —                       | —                       | —                       | —                       | Soon                |
| 2020                                                                      | Love You Less                           | —                       | —                       | —                       | —                       | —                       | —                       | Внеальбомные синглы |
| 2020                                                                      | It's Christmas Time                     | —                       | —                       | —                       | —                       | —                       | —                       | Внеальбомные синглы |
| 2021                                                                      | Belinda (при участии Álex Rose)         | 20                      | —                       | —                       | —                       | —                       | —                       | Внеальбомные синглы |
| 2021                                                                      | Feel (при участии Bruno Martini)        | —                       | —                       | —                       | —                       | —                       | —                       | Внеальбомные синглы |
| 2022                                                                      | When All the Lights Go Out              | —                       | —                       | —                       | —                       | —                       | —                       | Unforgettable       |
| 2022                                                                      | Wicked Game                             | —                       | —                       | —                       | —                       | —                       | —                       | Unforgettable       |
| 2022                                                                      | Gimme Your Love (при участии Medun)     | —                       | —                       | —                       | —                       | —                       | —                       | Unforgettable       |
| 2023                                                                      | Air                                     | —                       | —                       | —                       | —                       | —                       | 4                       | Unforgettable       |
| 2023                                                                      | 247365                                  | —                       | —                       | —                       | —                       | —                       | —                       | Unforgettable       |
| 2023                                                                      | Christmas to Me                         | —                       | —                       | —                       | —                       | —                       | 54                      | Внеальбомный сингл  |
| 2024                                                                      | We Are Not the Same (при участии bbno$) | —                       | —                       | —                       | —                       | —                       | —                       | Unforgettable       |
| 2024                                                                      | Unforgettable                           | 26                      | 19                      | 92                      | 10                      | 75                      | 1                       | Unforgettable       |
| 2024                                                                      | Another Life (при участии Vize)         | —                       | —                       | —                       | —                       | —                       | —                       | Внеальбомный сингл  |
| 2025                                                                      | Wonder                                  | —                       | —                       | —                       | —                       | —                       | —                       | Внеальбомный сингл  |
| «—» означает, что сингл не попал в чарт или не был выпущен в этой стране. |                                         |                         |                         |                         |                         |                         |                         |                     |

## Гастрольные туры
- Together Tour (2016—2017)[37]
- Moments tour (2018)[38]
- SOON (2019)[39]
- We Are Not the Same Tour (2024—2025)[40]

## Награды и номинации
| Год  | Награда                | Награда                                                   | Работа            | Результат | Источник |
| ---- | ---------------------- | --------------------------------------------------------- | ----------------- | --------- | -------- |
| 2016 | Spellemannprisen '15   | Popgruppe (Поп-группа)                                    | Hei               | Номинация | [ 41 ]   |
| 2016 | Spellemannprisen '15   | Årets Låt (Песня года)                                    | «Elektrisk»       | Номинация |          |
| 2016 | Spellemannprisen '15   | Årets nykommer (Новичок года)                             | Маркус и Мартинус | Номинация |          |
| 2017 | Spellemannprisen '16   | Årets Låt (Песня года)                                    | «Girls»           | Номинация |          |
| 2017 | Spellemannprisen '16   | Årets Spellemann (Артист года)                            | Маркус и Мартинус | Победа    |          |
| 2017 | NRK Nordland           | Årets Nordlending (Северянин года)                        | Маркус и Мартинус | Победа    | [ 42 ]   |
| 2017 | Bravo magazine         | Bravo Otto                                                | Маркус и Мартинус | Победа    | [ 43 ]   |
| 2018 | MAD Video Music Awards | Best International Act (Лучший международный исполнитель) | Маркус и Мартинус | Победа    | [ 44 ]   |
| 2024 | Rockbjörnen            | Årets grupp (Группа года)                                 | Маркус и Мартинус | Победа    | [ 45 ]   |
| 2024 | Eurovision Awards      | Miss Congeniality                                         | Маркус и Мартинус | Номинация | [ 46 ]   |
| 2024 | Eurovision Awards      | Choreo Monarch                                            | Маркус и Мартинус | Победа    | [ 46 ]   |
| 2024 | Eurovision Awards      | Most Rizz                                                 | Маркус и Мартинус | Номинация | [ 46 ]   |

### Комментарии
1. ↑  «Plystre på deg» не вошел в Шведский чарт Singellista, но достиг пятого места в Шведском чарте Heatseeker.[28]
2. ↑  «I Don't Wanna Fall in Love» не вошел в Шведский чарт Singellista, но достиг восьмого места в Шведском чарте Heatseeker.[28]
3. ↑  «Bae» не вошел в Шведский чарт Singellista, но достиг первого места в Шведском чарте Heatseeker.[29]
4. ↑  «Remind Me» входит в Deluxe-издание альбома «Moments».
5. ↑  «Invited» не вошел в Шведский чарт Singellista, но достиг 20-го места в Шведском чарте Heatseeker.[30]
6. ↑  «Another Life» не вошел в Шведский чарт Singellista, но достиг второго места в Шведском чарте Heatseeker.[36]